# 小黄管
小黄管（学名：Sebaea microphylla）为龙胆科小黄管属下的一个种。其种加词microphylla，意为“小叶的”。